# De geboorte van de biopolitiek
De geboorte van de biopolitiek (oorspronkelijke Franse titel: Naissance de la biopolitique) is een werk van de Franse filosoof Michel Foucault, waarin deze de oorsprong van hedendaagse bestuursvormen analyseert. Het werk is de neerslag van een collegereeks uit 1978-1979 aan het Collège de France, postuum gepubliceerd in 2004 op basis van audio-opnames. De Nederlandse vertaling stamt uit 2013.
Foucault traceert in dit werk het ontstaan van het Amerikaanse neoliberalisme uit zijn Duitse voorganger en beschrijft hoe de neoliberalen het idee van de economische mens tot een algehele maatschappijvisie maakten. Hij betoogt dat bestuur hierdoor grotendeels geïnternaliseerd is: de mens wordt een 'ondernemer van het zelf' die zijn lichaam en geest als menselijk kapitaal behandelt en zo aan de tucht van de markt wordt onderworpen. Centrale begrippen in het werk zijn biopolitiek, de sturing van het het leven zelf door overheden (in de vorm van gezondheidszorg), en bestuurlijkheid (gouvernementalité).

## Samenvatting
In De geboorte van de biopolitiek verkent Foucault het concept biopolitiek, dat hij in zijn vorige collegereeks, Veiligheid, territorium, populatie, al aangestipt had. Hij gaat na hoe de 18e-eeuwse politieke economie de geboorte betekende van een nieuwe rationaliteit aan de zijde van de overheid en legt op genealogische wijze bloot hoe de moderne natiestaat biopolitiek aanwendt om haar populatie meer bestuurbaar te maken. Het werk leest ook als een kritiek op het neoliberalisme, dat gekenmerkt wordt door een verregaande bureaucratisering en rationalisering van de samenleving en dat biopolitiek veelvuldig hanteert.
In de colleges van het voorgaande jaar sprak Foucault over het begrip 'bevolking,' en hoe dit onder invloed van de achttiende-eeuwse fysiocraten een nieuwe invulling kreeg toen zij strategieën ter voorkoming van graanschaarste bespraken. Foucault sprak ook over de opkomst van de raison d'état in de 16e eeuw, het idee dat de staat het voortbestaan van de eigen macht als doel op zich ging zijn. Het economisch liberalisme dat bij de fysiocraten als eerste te zien is, beschouwt Foucault niet zozeer als een ideologie maar als een bestuurskunst. Deze bestuurskunst volgt de bestuurskunst van de raison d'état op, maar heeft nog wel hetzelfde doel voor ogen. Deze bestuurskunst ziet in dat het voorkomen van grote schaarste bereikt kan worden door het omarmen van een beetje schaarste als een natuurlijk correctiemechanisme. Zij is dus bereid om een deel van de bevolking de gevolgen van schaarste te laten ondergaan, als dit op het collectieve niveau tot meer welvaart leidt. Het voorwerp van machtsuitoefening is hierdoor niet langer het individu, maar de bevolking als geheel, met het rationele individu als instrument dat de machtsuitoefening mogelijk maakt. 
Biopolitiek verwijst in deze context naar het scheppen van de voorwaarden die ervoor zorgen dat het individu optimaal zijn eigenbelang kan nastreven. De belangrijkste voorwaarde is gezondheid, wat sinds de 18e eeuw tot het heden ononderbroken een maatschappelijke kwestie is geweest. De biopolitiek omvat dus maatregelen die worden genomen om a) zieken te genezen (en dat dit voor iedereen toegankelijk is) b) te voorkomen dat mensen ziek worden c) te zorgen voor een gezonde ontwikkeling van kinderen en d) te zorgen voor een gepaste grootte van de bevolking. 

## Ontvangst
De verschijning in boekvorm van Foucaults lezingen deed stof opwaaien, onder meer omdat zijn houding ten opzichte van het neoliberalisme niet eenduidig is. Foucaults behandeling van dit thema wordt soms gelezen als een sympathieke benadering: het neoliberale marktdenken zou aansluiten bij Foucaults verlangen naar een minder bureaucratische en minder disciplinerende vorm van politiek dan de verzorgingsstaat. In deze lezing wordt Foucault een voorloper van de derde weg.

## Verder lezen
- François Ewald, Foucault 8/13: François Ewald on Foucault & Neoliberalism, Foucault 13/13, Columbia University (24 januari 2016)
- Koen Haegens, Ik is een start-up, De Groene Amsterdammer (2 juli 2014)